# Vieste (M 5553)
Il Vieste (distintivo ottico M 5553) è un cacciamine della Marina Militare Italiana; l'unità è la quarta ed ultima imbarcazione della classe Lerici. Il suo porto di assegnazione è La Spezia.
Nave Vieste è un'unità di tipo cacciamine costiero appositamente progettata per la localizzazione e la distruzione di mine navali. Per svolgere tale missione è dotata di un sonar, un veicolo filoguidato ROV e di un veicolo AUV. L'unità può inoltre effettuare ricerche di relitti sui fondali marini. L'imbarcazione è dotata di una camera iperbarica provvista di personale sanitario. La nave può quindi assistere il personale palombaro durante le immersioni. Nave Vieste è infine impiegata per il controllo dei confini marittimi nazionali, per operazioni di salvataggio e per la salvaguardia dell'ecosistema.